# Лалаян, Эгуш Гайковна
Эгуш Гайковна Лалаян (арм. Էգուշ Հայկի Լալայան, азерб. Yequş Haykovna Lalayan; 1 июня 1918, Хейвалы, Елизаветпольская губерния — не ранее 1975) — советский азербайджанский хлопковод, Герой Социалистического Труда (1971). Мастер хлопка Азербайджанской ССР.

## Биография
Родилась 1 июня 1918 года в селе Дрмбон Джеванширского уезда Азербайджанской Демократической Республики (ныне село Эйвалы Кельбаджарского района Азербайджана).
В 1937—1944 годах доярка, заведующая молочно-товарной фермой, бригадир полеводческой бригады, с 1944 года звеньевая, с 1969 года бригадир хлопководческой бригады, с 1975 года виноградарь колхоза «Бакинский рабочий» Мардакертского района Нагорно-Карабахской АО Азербайджанской ССР.
Уже будучи звеньевой получала высокие урожаи хлопка от 30 центнеров с гектара, вместо нормативных 18 центеров хлопка, но в течение времени звено выработало показатель в 30 центнеров с гектара, как норму. Возглавив в 1969 году отстающую бригаду, Эгуш Лалаян вывела её в одну из передовых в колхозе. В бригаде были умело организованы полив, применение минеральных удобрений и использование новых способов агротехники для растений. Немалую роль в этом сыграло и трудолюбие, мастерство и большой опыт сбора хлопка Лалаян.
Указом Президиума Верховного Совета СССР от 8 апреля 1971 года за выдающиеся успехи, достигнутые в развитии сельскохозяйственного производства и выполнении пятилетнего плана продажи государству продуктов земледелия и животноводства Лалаян Эгуш Гайковне присвоено звание Героя Социалистического Труда с вручением ордена Ленина и золотой медали «Серп и Молот».
Активно участвовала в общественной жизни Азербайджана. Член КПСС с 1944 года. Член ЦК КП Азербайджана. Депутат Верховного Совета Азербайджанской ССР 6-го, 7-го и 8-го созыва.
Проживала в селе Неркин-Оратаг Мардакертского района (ныне село Ашагы-Оратаг Агдеринского района Азербайджана).